# 李支宗
李 支宗（り ししゅう、1939年 - ）は、在日韓国人の実業家である。通名: 木下 支宗（きのした ししゅう）。クリアックス、スタディー（いずれも東京都豊島区）会長。

## 人物・来歴
済州島出身の父親の元、大阪府に生まれた。東京の高校を卒業した後、父親の営むゴム工場の手伝いを経て、20歳代で独立、テレビ拡大フィルターの製造・販売事業を成功させた。その後は東京でパチンコ店、サウナ、キャバレーなどが入居するレジャー施設を建設するなどした。
1991年（平成3年）10月、株式会社スタディーを設立。1994年（平成6年）、株式会社クリアックスを設立、同年、カラオケ店『歌広場』を開業、通信カラオケを利用した低コスト構造によって利益を得、チェーン展開を拡大。
2001年（平成13年）10月19日、カラオケ装置に関する発明を特許庁登録、公開。同年、競売に出された静岡県の温泉ホテル「伊東園ホテル」を購入、運営コストを徹底的に削減した格安ホテルとして翌年に再開業させて再生に成功。倒産・廃業、もしくは経営不振に陥った宿泊施設を安価に買い叩いたうえで、格安ホテルとして再生させる手法を用いて、東日本を中心とした40件以上の傘下施設「伊東園ホテルグループ」を形成、「温泉ホテルの再建王」と呼ばれる。
京都市を拠点にカラオケ店チェーン「ジャンボカラオケ広場」を展開する東愛産業（1986年設立）とはノウハウを共有しており、支宗の会社は主に東日本を中心に、そして東愛産業は関西を含めた西日本を中心に展開するという棲み分けが行われている。

## テレビ出演
- 「日経スペシャル ガイアの夜明け」（テレビ東京） : 『湯けむりサバイバル～旅館再生に挑む請負人たち』、2007年9月6日放送
- 「スーパーJチャンネル」（テレビ朝日） : 『伊東園ホテル飯坂 叶や』、2010年1月22日放送